# Бунешти (Сучава)
Бунешти (рум. Bunești) насеље је у Румунији у округу Сучава у општини Бунешти. Oпштина се налази на надморској висини од 303 m.

## Становништво
Према подацима из 2011. године у насељу је живело 570 становника.